# سیارک ۲۳۲۰
سیارک ۲۳۲۰ (به انگلیسی: 2320 Blarney، نامگذاری:1979QJ) دو هزار و سیصد و بیستمین سیارک کشف شده‌است که در ۲۹ اوت ۱۹۷۹ کشف شد.
قدر مطلق سیارک برابر ۱۰٫۵۰ است.